# 石上寺 (熊谷市)
石上寺（せきじょうじ）は、埼玉県熊谷市鎌倉町にある真言宗智山派の寺院である。山号は星河山。本尊は千手観音。

## 歴史
当寺は千手院星河山と称し、寛文11年（1671年）栄光上人が開山。開基は竹井新左衛門信武（寛永15年（1638年）9月26日）。1873年（明治6年）1月25日火災により、本堂、庫裡、寺宝等を失った。1921年（大正10年）1月墓地を大原に移し、1933年（昭和8年）庫裡を新築した。1945年（昭和20年）8月熊谷空襲のため本堂など焼失した。その後、妻沼地区の農家より仏堂を譲り受け仮本堂として2009年（平成21年）まで使用していた。宮大工の小川三夫棟梁により2年がかりで現在の新本堂が再建された。
度重なる荒川の洪水を治めるため、熊谷を支配していた鉢形城主北条氏邦は、天正2年（1574）松岩寺あたりから石上寺先あたりまで堤を築いた（北条堤）。現在も高所である。築堤後も堤の決壊に繰り返しみまわれ、その加護を願って堤の傍に建てられたのが石上寺である。石を積んだ上に建てられた寺という意味である。

### モース博士像
1879年（明治12年）8月13日、林有章など地元の有力者が発起人となり境内の学舎でモースの講演会を開催。モースはダーウィン説に基づく「進化論」を通訳付きで熱弁した。当時の日本人には衝撃的で、聴衆からは批判された。埼玉県初の外国人科学者講演の地として「モース博士像」が置かれている。

## 交通アクセス
- JR熊谷駅より徒歩10分。
- 秩父鉄道上熊谷駅より徒歩5分。
- 妻沼行きバス「熊谷寺前」下車5分。